# جاك ريان (لاعب كرة قاعدة)
جاك ريان (بالإنجليزية: Jack Ryan) هو لاعب كرة قاعدة أمريكي، ولد في 19 سبتمبر 1884 في لورينسيفيل في الولايات المتحدة، وتوفي في 16 أكتوبر 1949.

## وصلات خارجية
- جاك ريان على موقعبيزبول رفرنس.كوم (الدوري الرئيسي) (الإنجليزية)
- جاك ريان على موقعبيزبول رفرنس.كوم (الدوري الثانوي) (الإنجليزية)